# Carlos Hidalgo
Pour les articles homonymes, voir Hidalgo.
Carlos Daniel Hidalgo Cadena (né le 25 janvier 1986 à San Juan de Pasto en Colombie) est un footballeur colombien.
Surnommé El Caballero del Gol, Hidalgol, ou encore Pastuso, il est notamment connu pour avoir fini co-meilleur buteur avec cinq réalisations (ex æquo avec Cesc Fàbregas et Manuel Curto) de la Coupe du monde des moins de 17 ans 2003.

## Palmarès
- Championnat de Colombie D2:
  - Champion: 2011.